# Marie Louise von Larisch-Wallersee

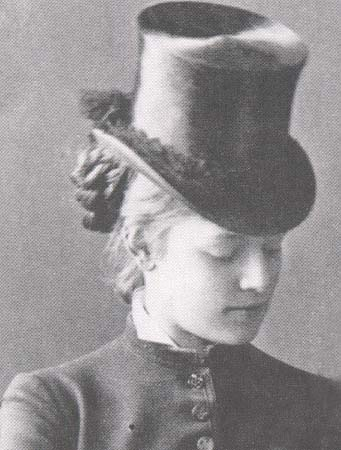
Marie Louise von Wallersee

Marie Louise Elisabeth baroneasă von Wallersee, născută Marie Louise Elisabeth Mendel, căsătorită contesă von Larisch-Moennich, în a doua căsătorie Marie Bruck, în a treia căsătorie Marie Meyer, (n. 24 februarie 1858 la Augsburg - d. 4 iulie 1940 în același loc) a fost nepoata împărătesei Elisabeta a Austriei.

## Copilăria și tinerețea
Marie Louise s-a născut ca fiică nelegitimă a ducelui Ludwig de Bavaria (fratele mai mare al împărătesei Elisabeta a  Austriei) și a actriței Henriette Mendel. Căsătoria morganatică a părinților a fost încheiată în 1859, la un an după nașterea singurului lor copil. Henriette Mendel a fost înnobilată în același an, purtând titlul de baroană von Wallersee. Titlul primit fiind ereditar putea fi moștenit de descendenți. Familia a locuit în Augsburg, München și Garatshausen .
Marie Louise a avut o copilărie destul de liberă, primind totuși o educație deosebită. Ea dovedea talent la echitație și scrimă, fiind așa cum ea s-a autocaracterizat, o fire băiețoasă. În 1869 mătușa ei, împărăteasa Elisabeta, făcând o vizită părinților ei, a plăcut-o și a invitat-o să o viziteze la Viena. În 1876 Marie Louise a primit din nou o invitație a Elisabetei de a o vizita, de astă dată la Palatul Gödöllő (Ungaria). Aici a locuit câteva luni alături de mătușa ei și de oaspeții acesteia. Marie a devenit repede confidenta împărătesei, care juca fericită rolul de „femeie fatală”. Ca fiica unei actrițe să fie confidenta împărătesei, era un lucru neobișnuit. Decizia Elisabetei, ea însăși o răzvrătită și o non-conformistă, a fost determinată probabil de faptul că recunoscuse în Marie Louise copia ei însăși din copilărie și pe de altă parte de faptul că îi plăcea să șocheze pe cei din jurul ei (curteni și membri ai familiei) cu decizii surprinzătoare. Datorită acestei noi poziții, Marie era privită cu suspiciune și gelozie de nobilii prezenți la palat, din cercul cărora făcea parte și baroana Helene Vetsera.

## Căsătoria cu contele Georg von Larisch - Moennich

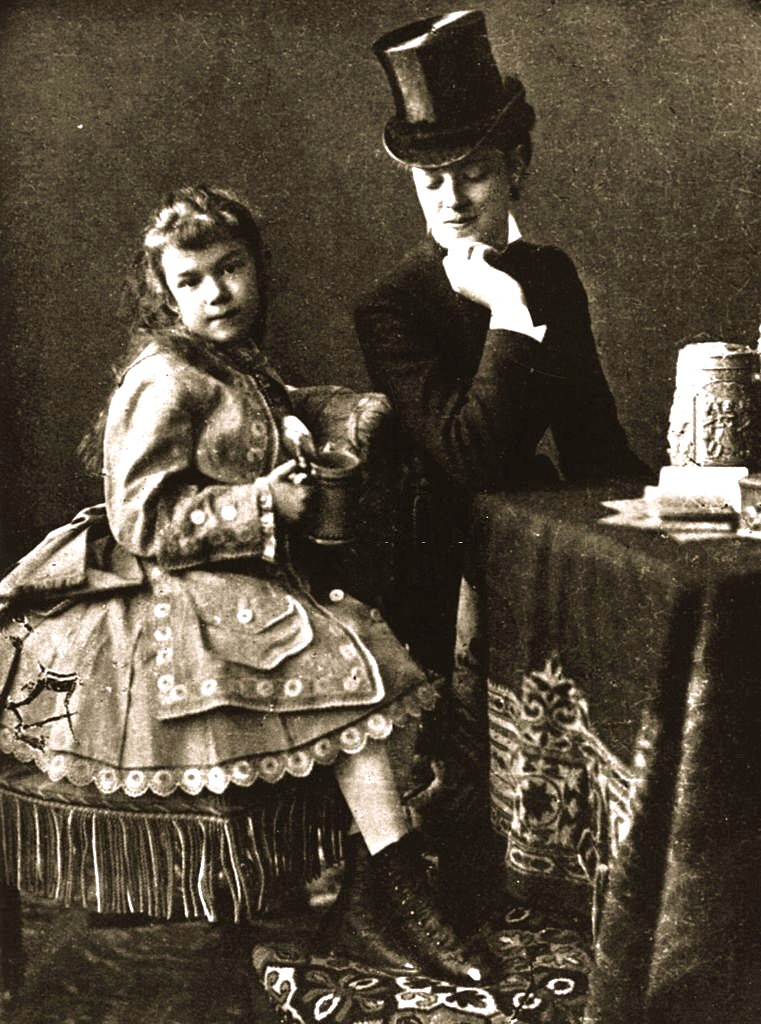
Marie Louise (dreapta) cu arhiducesa Marie Valerie (stânga)

Contesa Marie Festetics, geloasa doamnă de companie a împărătesei, a fost cea care a dat ideea mătușii imperiale și a facilitat întâlnirea Mariei Louise cu contele Georg von Larisch-Moennich (1855–1928), deoarece dorea să o vadă pe Marie departe de curte. Ea știa că „micuța Wallersee” putea deveni doamna de companie a Elisabetei, datorită originii ei și a abilității de a călări (una dintre activitățile preferate ale Elisabetei). În aprilie 1877 Marie Louise acceptă cererea în căsătorie a contelui, la insistențele mătușii sale, Elisabeta. Cei doi se căsătoresc pe 20 octombrie 1877 la Palatul Gödöllő în prezența familiei imperiale. Cuplul se stabilește în apropierea localității Troppau (Opava) în Silezia, unde se nasc copiii lor, Franz Joseph (1878) și Marie Valerie (1879). Nașii de botez ai acestor copii au fost împăratul Austriei Franz Joseph și fiica sa cea mică, arhiducesa Marie Valerie .
Marie Louise a fost numită „doamnă de palat”, iar Georg șambelan. Câțiva ani Marie a însoțit-o pe împărăteasă în călătoriile ei. Căsătoria aranjată de Elisabeta s-a dovedit însă a fi una nearmonioasă. În cele din urmă legătura cu mătușa imperială a slăbit în intensitate. În 1881 și 1887, Marie a ajutat-o pe Elisabeta să-și tipărească în secret poeziile și poveștile. Deoarece căsătoria ei cu Georg fusese una forțată, Marie Louise considera că nu trebuie să respecte jurământul conjugal de fidelitate.  
Heinrich Baltazzi locuia în Pardubitz, un loc unde se aflau mulți dintre pasionații de echitație și de vânătoare. Un „secret” cunoscut era faptul că următorii doi copii ai Mariei, și anume Marie Henriette (n. 1884) și Georg Heinrich (n. 1886), nu erau ai soțului ei. Georg totuși i-a recunoscut ca fiind ai lui pentru a salva aparențele. În sprijinul ideii că tatăl acestor doi copii ar fi Heinrich Baltazzi este faptul că ambii au al doilea nume de botez provenind de la numele presupusului tată. În același mod trădează numele de mijloc al celui de-al cincilea copil, Friedrich Karl, faptul că tatăl său era Karl Ernst von Otto-Kreckwitz. În cazul acestui copil, născut în 1894, aparențele nu mai puteau fi salvate, deoarece cuplul trăia separat încă din 1889 (Marie Louise în Bavaria, iar contele Georg în Silezia). În felul acesta s-a ajuns în 1896 la divorț . 

## Relația cu familia Baltazzi și familia Vetsera
Heinrich Baltazzi, cu care Marie Louise a avut cei doi copii: Marie Henriette și Georg Heinrich, era fratele baroanei Helene Vetsera. Relația celor doi soți a continuat să se deterioreze. În afară de asta, datoriile contesei crescuseră enorm, deoarece finanțarea oferită de soțul ei, contele Georg von Larisch-Moennich, era limitată, iar cheltuielile ei cu toaletele erau foarte mari. Amantul ei, Heinrich Baltazzi, și vărul ei, prințul moștenitor Rudolf, fiul mătușii Elisabeta, au ajutat-o financiar. Heinrich vedea această susținere financiară ca pe o pensie alimentară pentru cei doi copii ai lui, însă ceva mai târziu el însuși s-a plasat sub curatelă, astfel încât să nu mai finanțeze cheltuielile contesei. Pe de altă parte, Rudolf plătindu-i facturile, i-a câștigat devotamentul.

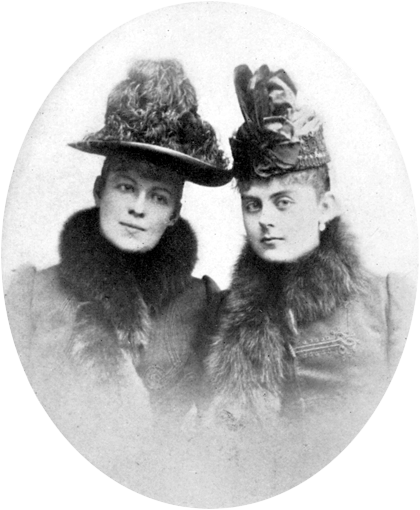
Marie Louise și Mary Vetsera (1888)

În 1888, deprimatul prinț moștenitor Rudolf, obsedat de ideea de a se sinucide, încerca să găsească o femeie care ar fi dorit să se despartă de viață împreună cu el. Frecventând Palatul Vetsera, contesa Marie Louise a povestit din proprie inițiativă nepoatei lui Heinrich Baltazzi, baroneasa Mary Vetsera, despre legătura ei de rudenie cu familia imperială. 
Drept urmare, Marie Louise care îi era îndatorată lui Rudolf, la insistențele celor doi, a facilitat întâlnirea lor fără ca mama tinerei, Helene Vetsera, să afle. Marie Louise s-a retras după ce Mary a provocat un scandal la operă la începutul lunii decembrie, arătându-se în postura de concurentă serioasă a prințesei Stephanie, soția lui Rudolf. Cei doi au continuat să se întâlnească, ajutați de vizitiul privat al lui Rudolf, Josef Bratfisch și de Agnes, servitoarea tinerei Mary. Pe 28 ianuarie 1889, Marie Louise a adus-o pe Mary la Hofburg așa cum îi ceruse  Rudolf, care pretinsese că dorea doar să îi comunice hotărârea lui de a pune capăt acestei legături. Mary Vetsera a dispărut, spre surprinderea și disperarea contesei, reușind astfel să fugă la Mayerling cu Rudolf. În noaptea de 30 ianuarie 1889, prințul moștenitor și-a pus în aplicare planul de a se sinucide împreună cu Mary în Castelul de vânătoare de la Mayerling.
În timp ce Rudolf i-a cerut lui Mary să îi înapoieze scrisorile lui de dragoste, pe care le-a ars, scrisorile „micuței Vetsera” și ale contesei Marie Louise le-a lăsat în biroul său, unde a fost găsit și un codicil (recent datat) la testamentul lui. O scrisoare a contesei Larisch a fost găsită în jacheta uniformei lui Rudoph. Datorită circumstanțelor tragice ale incidentului, Marie Louise a căzut în dizgrația împărătesei Elisabeta, rămânând indezirabilă la curtea din Viena pentru tot restul vieții. Contesei nu i s-a dat nici o șansă să-și justifice implicarea în această tragedie. Curând s-a retras în Bavaria, la Rottach-Egern, unde a locuit în vila ei „Valerie” (azi clădirea primăriei).

## Căsătoria cu cântărețul de operă Otto Brucks
Marie Louise l-a cunoscut în Rottach-Egern pe cântărețul de operă bavarez Otto Brucks, cu care s-a căsătorit în 1897. Din solidaritate cu familia imperială austriacă, mătușa Elisabeta provenind din familia regală bavareză, angajatorii nu i-au mai oferit lui Otto Brucks contracte pentru a cânta pe scenele din Bavaria și nici la curtea regală a Bavariei. Fiecare articol critic din presă, conținea referiri la căsătoria lui cu „acea contesă Larisch, care în Mayerling ...”, aceste referiri fiind mai importante decât performanța sa muzicală. Brucks a început să bea. Fiul lor Otto s-a născut în 1899. Având mereu dificultăți financiare, Marie Brucks și-a scris amintirile despre rudele imperiale. Împăratul Franz Joseph a vrut să împiedice apariția acestor dezvăluiri și de aceea a cumpărat de la ea primele manuscrise, oferindu-i o mare sumă de bani și o pensie. Cu toate acestea, în încercarea ei de a-și reabilita reputația și din cauza datoriilor mari acumulate, Marie Louise a intrat în contact cu editori și jurnaliști dornici să profite de apropierea ei de ,familia imperială.
În 1906 Otto Brucks a devenit director de teatru în Metz. În 1907 și 1909, au murit cei doi copii ai Mariei Louise născuți din legătura ei cu Heinrich Baltazzi: Marie Henriette a contractat varicela neagră, iar Georg Heinrich s-a sinucis la Neapole. În memoriile sale, Marie Louise va susține ulterior că fiul ei s-a împușcat de rușine după ce a citit o carte despre tragedia de la Mayerling, în care rolul ei era prezentat în mod exagerat. Acest lucru nu poate fi adevărat, deoarece există o scrisoare din care reiese că în 1906 el citise deja toate cărțile existente despre acest subiect. Ocolind obligațiile care îi reveneau conform aranjamentului încheiat cu familia imperială, Marie Louise a luat legătura în 1913 cu un jurnalist englez, cu ajutorul căruia a scris cartea My Past („Meine Vergangenheit”/„Trecutul meu”). Ea a fost publicată în tiraje mari (de asemenea, publicată oficial și în Germania ca tipar piratat în același an), însă datorită războiului nu a obținut succesul financiar sperat. Otto Brucks a murit în 1914 de ciroză hepatică. În anul următor fiica ei cea mare, Marie Valerie, a murit de o boală tropicală pe care a contractat-o lucrând ca soră misionară. În timpul primului război mondial, văduva doamnă Brucks a lucrat ca asistentă medicală a Crucii Roșii pe frontul de vest și, de asemenea, ca asistentă de chirurgie la München. În 1920 a fost turnat un film mut despre împărăteasa Elisabeta. Marie Louise a contribuit la scrierea scenariului acestui film în care și-a jucat propriul rol. Venitul obținut de pe urma filmului nu a fost unul mic însă în urma inflației din 1923, Marie a pierdut mica avere câștigată cu această afacere.
În anii care au urmat fosta contesă a trăit în mare sărăcie, lucrănd inclusiv ca menajeră la Berlin. Ca să scape din această situație Marie Louise a vrut să emigreze în SUA. În 1924 o jurnalistă a scris un articol despre nepoata împărătesei austriece și viața ei nefericită, în care apăreau și poze ale tinerei contese și ale rudelor ei imperiale, care fuseseră făcute cu 40 de ani în urmă. De asemenea, articolul conținea o ofertă de căsătorie cu oricine ar fi plătit trecerea peste ocean pentru ea și fiul ei.

## Căsătoria cu americanul William Henry Meyers
În 1924, la vârsta de 66 de ani, Marie Louise a intrat în contact cu un fermier și agent imobiliar din Florida, William Henry Meyers, care fusese atras de titlul de noblețe și de tinerețea prințesei din fotografii. El a plătit călătoria peste ocean pentru Marie și fiul ei Karl. La trei zile după sosire s-a căsătorit cu el după cum promisese, obtinând astfel permisul de ședere în SUA. Ea a subliniat întotdeauna că era o căsătorie de conveniență. Meyers s-a dovedit a fi un impostor care spera să câștige respect și bani ca soț al unei (tinere) contese europene. El și-a abuzat soția, care a fugit în 1926 în New Jersey, unde a lucrat ca bucătăreasă la o cantină a săracilor și ca femeie de serviciu. Totuși după primul război mondial societatea americană era interesată de personaje ce proveneau din fostele familii imperiale europene. Astfel Marie Louise a început să fie invitată la evenimentele societății americane. Marie și-a povestit viața unei scriitoare germano-americane, care a scris două cărți, adăugând niște „scandaluri” în scopul creșterii potențialului de vânzare, însă a înșelat-o cu privire la încasările reale. Datorită acestor două  cărți, Marie Louise a fost privită ca o fostă contesă vicioasă și lacomă care și-a vândut familia imperială pentru bani.

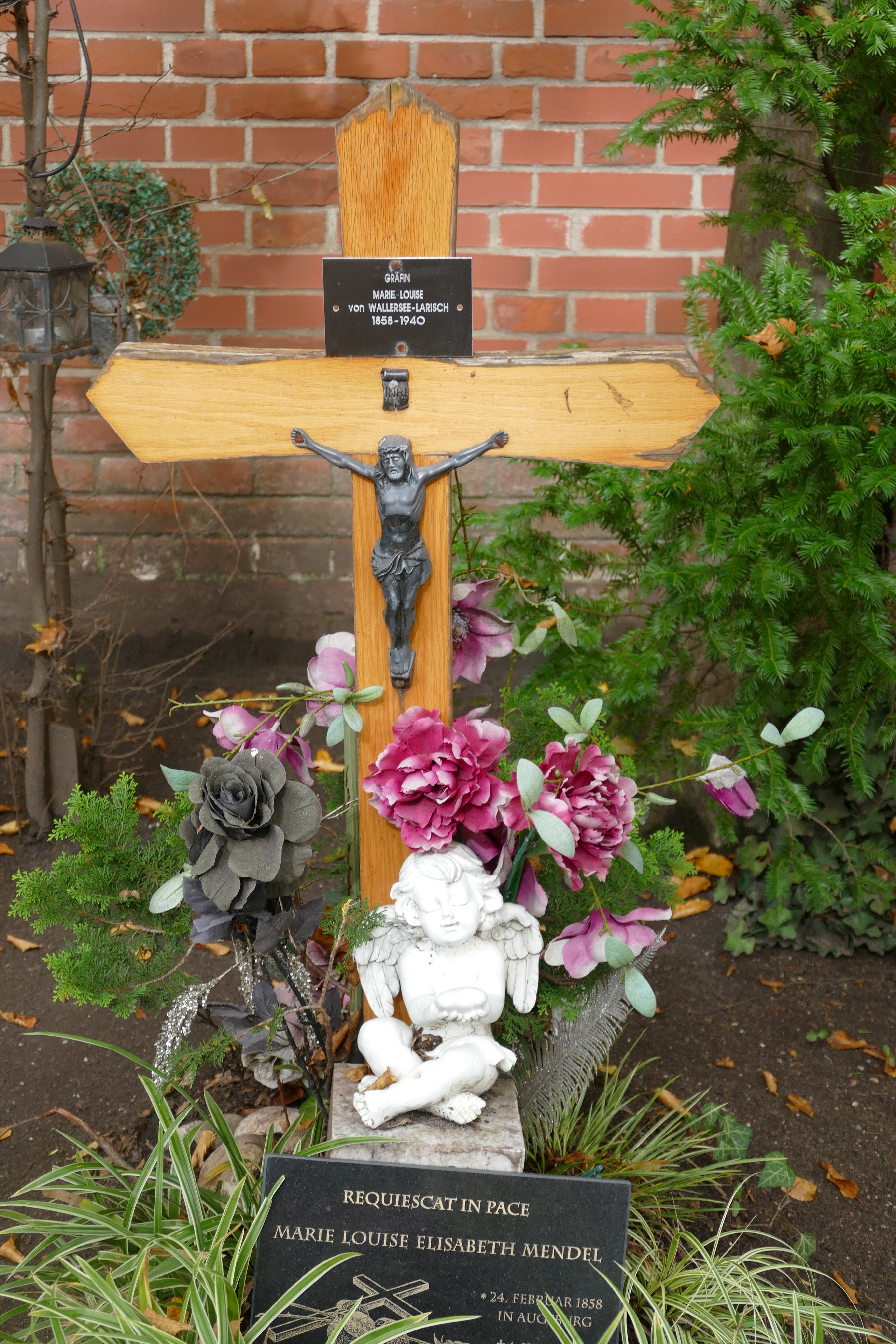
Mormântul contesei Larisch-Wallersee în cimitirul de est

Întoarsă la Augsburg în 1929, Marie a trăit în condiții mizere și foarte retrasă, preocupată mereu de reabilitarea numelui, continuând să scrie, în speranța că va putea distruge pânza de minciuni țesută în jurul ei. Din nefericire ea a fost din nou trădată de un consorțiu de edituri. Marie Louise von Larisch-Wallersee a murit complet săracă pe 4 iulie 1940 într-un azil de bătrâni. După ce a murit, camera ei a fost percheziționată de un funcționar Gestapo din Augsburg, iar manuscrisele găsite au fost confiscate. Rămășițele ei au fost îngropate alături de cele ale tatălui ei, ducele Ludwig de Bavaria, și ale fiului ei, Friedrich Karl, în Ostfriedhof (Cimitirul de est) din München. Fiul ei, Karl, a murit la München pe 10 octombrie 1929, la vârsta de 35 de ani, datorită unei insuficiențe cardiace căpătate în urma unei gripe.
Cu toate acestea, Marie Louise a rămas în memoria oamenilor „... acea contesă Larisch”.

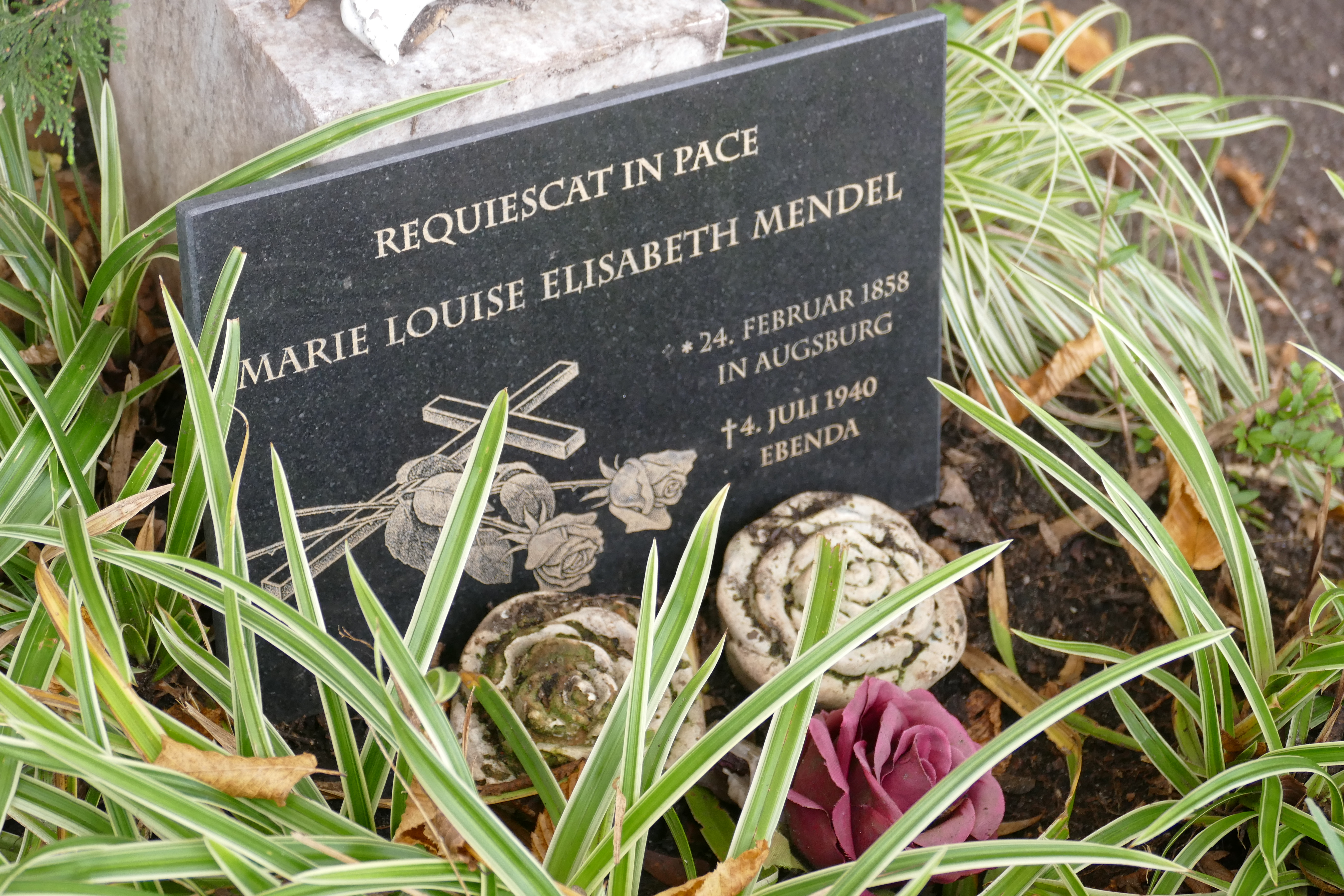
Placa de mormânt cu numele de fată

Cea mai mare dorință a ei, o piatră funerară cu numele ei de fată, nu i-a fost îndeplinită. Mormântul ei a rămas anonim timp de mai multe decenii și nu a fost îngrijit. Abia în 2012 mormântul a primit o cruce simplă de lemn cu o placă mică pe care a fost înscris numele ei de fată, așa cum și-a dorit (mormântul M-li-251/253 din Ostfriehof în München).

## Descendenți
Prima căsătorie: pe 20 octombrie 1877 la Palatul Gödöllo (Ungaria) cu contele Georg Larisch von Moennich (n. 27 martie 1855; d. 7 ianuarie 1928) sfârșită prin divorț în 1896. În timpul acestei căsătorii s-au născut cinci copii:
- Franz-Joseph Ludwig Georg Maria (1878-1937)
- Marie Valerie Franziska Georgine (1879–1915)
- Marie (Mary) Henriette Alexandra (1884–1907)
- Georg Heinrich Maria (1886–1909)
- Friedrich Karl Ludwig Maria (1894-1929)

A doua căsătorie: pe 15 mai 1897 la München cu cântărețul de operă Otto Brucks (n. 28 noiembrie 1858; d. 16 ianuarie 1914).
În timpul acestei căsătorii s-a născut un copil:
- Otto Brucks, jr. (1899–1977)

A treia căsătorie: pe 2 septembrie 1924 în Elisabeth (New Jersey) cu fermierul William Henry Meyers (n. 1859). Căsătoria nu s-a sfârșit prin divorț, așa cum s-a scris de multe ori.

## Publicații
- Ein Königsmärchen. Spohr, Leipzig 1898
- Eine arme Königin. F. Fontane, Berlin 1900
- Meine Vergangenheit. Verlag Es werde Licht, Berlin 1913. Neuauflage 1937 (My past, London 1913).
- Kaiserin Elisabeth und ich. Eisentraut, Leipzig 1935, Digitalisat; englisch Her Majesty Elizabeth of Austria-Hungary, New York, 1934
- Die Heldin von Gaeta. Tragödie einer Königin. Goten-Verlag, Leipzig 1936 (My Royal Relatives, London 1936, Les Secrets d'une Maison Royal, Paris 1935)
- Gekrönte Frauen, Liebe und Tod, 1943 (enthält die letzten drei genannten Werke in einem Band)